# Bill Ramsey

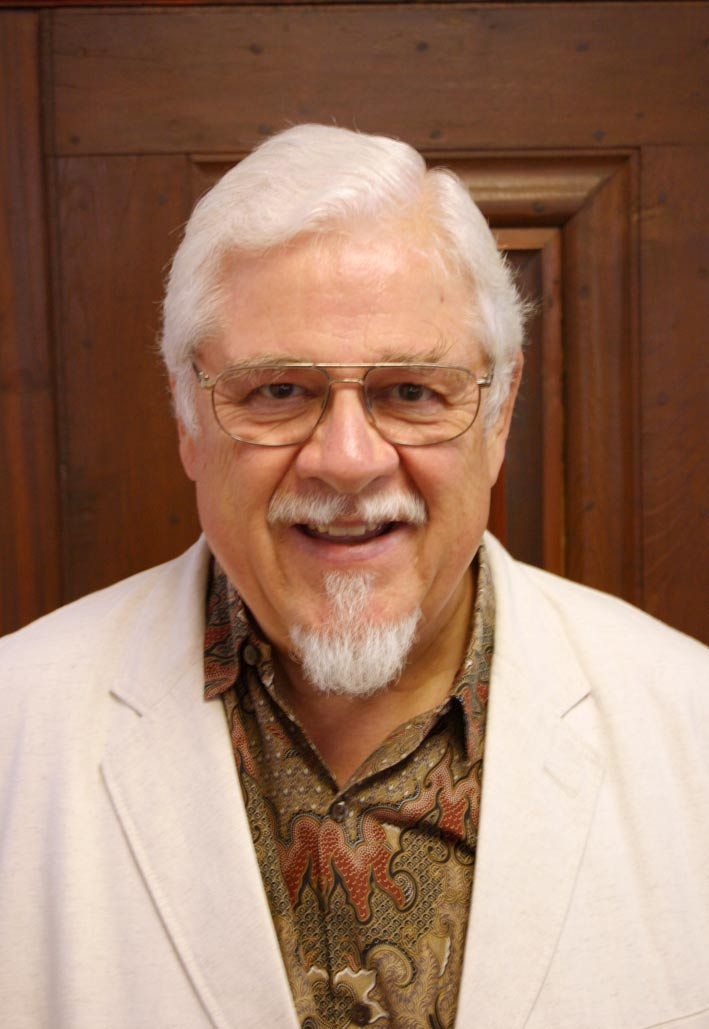
Bill Ramsey, 2005

William „Bill“ McCreery Ramsey (* 17. April 1931 in Cincinnati, Ohio; † 2. Juli 2021 in Hamburg) war ein amerikanisch-deutscher Jazz- und Schlagersänger, Journalist, Hörfunkmoderator und Schauspieler. Er wurde in den 1960er Jahren durch deutschsprachige Schlager wie Souvenirs, Zuckerpuppe (aus der Bauchtanz-Truppe), Ohne Krimi geht die Mimi nie ins Bett oder Pigalle (Die große Mausefalle) zwar populär, aber seine eigentlichen Genres waren seit jeher Jazz, Swing und Blues.

## Leben

### Jugend und Ausbildung
Bill Ramsey, Sohn einer Lehrerin und eines Werbemanagers, sang bereits in seiner Jugend in einer College-Tanzband. Als er von 1949 bis 1951 an der Yale-Universität in New Haven ein Soziologie- und Wirtschaftsstudium begann, sang er nebenher Jazz, Swing und Blues. Zu seinen Vorbildern gehörten Count Basie, Nat King Cole, Duke Ellington und vor allem Louis Jordan.

### Wehrdienst
Wegen des Koreakrieges wurde in den USA die allgemeine Wehrpflicht wieder eingeführt und Ramsey musste seinen Dienst bei der United States Air Force in Deutschland ableisten. Auch in dieser Zeit trat er nebenbei in Clubs auf und wurde im damals berühmten und heute noch existierenden Jazzkeller in Frankfurt am Main von einem Angestellten des Soldatensenders AFN gesehen und als Mitarbeiter im Bereich der GI-Betreuung engagiert. Dort wurde Ramsey Chefproduzent und hatte, wenn auch noch immer in Diensten der Air Force, mehr Zeit für Auftritte bei Festivals.
Ab 1953 trat er bei Jazzveranstaltungen unter anderem mit Ernst Mosch, Paul Kuhn, Kurt Edelhagen und James Last auf. Der Jazzpianist und Musikproduzent Heinz Gietz vermittelte Ramsey 1955 einen Auftritt beim Hessischen Rundfunk und engagierte ihn für Playback-Aufnahmen für den Musikfilm Liebe, Tanz und 1000 Schlager mit Peter Alexander und Caterina Valente, wo er auch eine kurze Soloeinlage darbieten durfte. Nach Ende seines Militärdienstes setzte er sein Studium in den USA und ab 1957 in Frankfurt fort.

### Karriere in Deutschland
1958 bot ihm der Produzent Heinz Gietz einen Plattenvertrag an, und noch im selben Jahr erschien Ramseys erste Single bei Polydor. Die darauf befindlichen Schlager wurden zu einem kleinen Achtungserfolg und legten damit den Stil fest, mit dem der „Mann mit der schwarzen Stimme“ fortan zahlreiche Verkaufserfolge und Ohrwürmer landen konnte. Mit Souvenirs eroberte Ramsey 1959 die Spitze der deutschen Hitparaden. 1960 erreichte er mit dem Foxtrott Gina, Gina von Heinz Gietz Platz 39 in den Top 50 des Fachblattes Musikmarkt. Der nächste Nummer-eins-Hit gelang ihm 1961 mit Pigalle (Die große Mausefalle).
Seine Musik orientierte sich an den damaligen Hits anglo-amerikanischer Popmusik. Unter den in den 1950er- und 1960er-Jahren veröffentlichten Schlagern Ramseys befanden sich deutschsprachige Coverversionen von Hank Ballard, The Beatles, Fats Domino, Ivory Joe Hunter, Roger Miller, Elvis Presley, Jimmie Rodgers, Andy Williams, Sheb Wooley und anderen. Dazu kamen zahlreiche Originale, die zunächst fast ausschließlich von Heinz Gietz komponiert wurden. Die ironischen, vorzugsweise von Kurt Feltz oder Hans Bradtke stammenden Texte kommentierten oft das aktuelle Zeitgeschehen.
1962 wechselte Ramsey gemeinsam mit Produzent Gietz zum Columbia-Label der EMI Group, wo er seinen Erfolg zunächst fortsetzen konnte. Bis Mitte der 1960er Jahre, als die Beatmusik den Schlagermarkt deutlich verkleinerte, war Ramsey regelmäßig in den deutschen Singlecharts vertreten. Die Popularität verschaffte ihm außerdem zahlreiche Auftritte bei Film und Fernsehen, wo er als Sänger und in komischen Nebenrollen zu sehen war.
Ab der zweiten Hälfte der 1960er Jahre nahm Ramsey überwiegend englischsprachige Lieder auf und widmete sich in erster Linie wieder dem Jazz und dem Blues. In dem musikalisch abwechslungsreichen Jahrzehnt erschienen aber auch Operetten-, Musical- und Beattitel sowie eine LP mit Kinderliedern von Ramsey (mit Conny Froboess). 1966 wechselte Ramsey zu Heinz Gietz’ Plattenfirma Cornet und noch im selben Jahr wiederum zur Polydor. Seit den 1970er Jahren erschienen zahlreiche Neu- und Wiederveröffentlichungen Ramseys unter verschiedenen Labels. Er trat noch regelmäßig als Schlager- und Jazzsänger auf, u. a. im Duo mit dem Gitarristen Juraj Galan, mit dem er mehrere Platten vorlegte. Die LP des Duos Live im Unterhaus bekam den Preis der deutschen Schallplattenkritik. 2008 und 2009 war er u. a. mit Max Greger und Hugo Strasser als „Swing-Legenden“ auf Tournee. Ab 2005 absolvierte er jährlich ein Wochengastspiel im Wiener Jazzland – ständige Mitglieder seiner Band waren: Martin Breinschmid vib, Richard Oesterreicher hm, Gerd Bienert g und Herbert Swoboda p & cl. Anlässlich seines 85. Geburtstags veröffentlichte Ramsey 2016 die Doppel-CD My Words.

### Film, Radio und Fernsehen

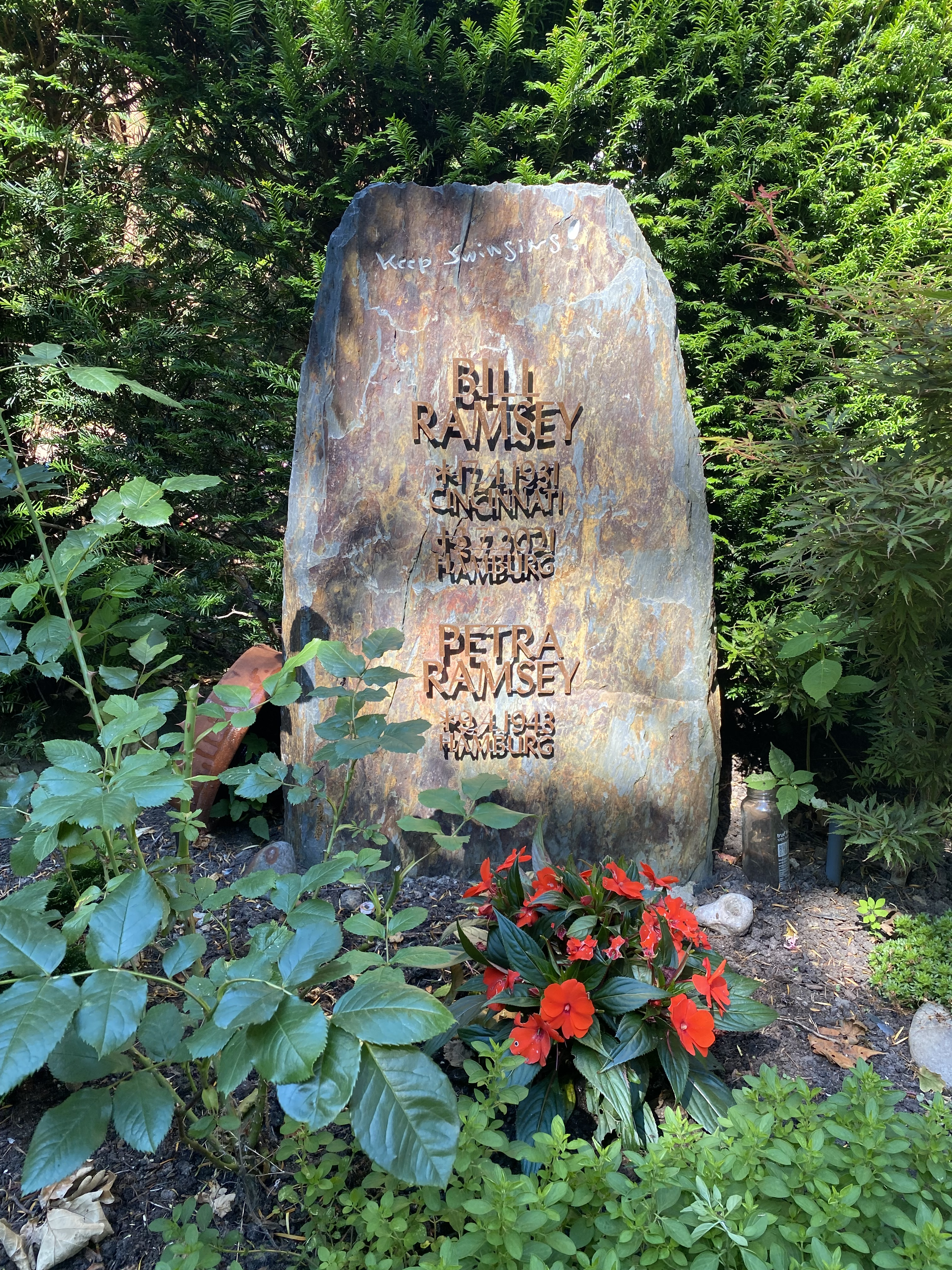
Grabstätte

Bill Ramsey spielte in etwa 30 Filmen mit, hatte unzählige Fernsehauftritte und Tourneen durch Europa, die USA und Nordafrika. Er moderierte unter anderem die Fernsehsendungen Schlager für Schlappohren (1971), Talentschuppen (1974 bis 1980) und Show ohne Schuh’ (1973 bis 1982). Er war viele Jahre Dozent an der Hamburger Hochschule für Musik und Darstellende Kunst. Ab Ende der 1980er Jahre moderierte er bei hr2-Kultur die Sendung Swingtime (als Nachfolger der Swingparty eine der ältesten Hörfunksendungen der ARD, die im Mai 2018 ihren 60. Geburtstag feierte). Autoren der Sendung bis 1999 waren abwechselnd Matthias Spindler und Werner Wunderlich. Ab dem Jahr 2000 zeichnete ausschließlich Matthias Spindler als Autor verantwortlich, der schon zuvor auch als Produzent der Sendung bis zu deren Einstellung tätig gewesen ist. Ab 1998 mit Unterbrechungen bis zur letzten Ausgabe war sein Toningenieur Niels Reckziegel, Tonmeister VDT. Am 1. März 2019 wurde deren letzte Ausgabe gesendet, weil Ramsey die Moderation aus Altersgründen aufgab. Auch als Synchronsprecher und Hörspielsprecher war Bill Ramsey zu hören.

### Privatleben
Ramsey lebte fast 20 Jahre lang in Zürich, später in Wiesbaden und seit 1991 mit seiner vierten Ehefrau Petra in Hamburg. Seit 1984 war er deutscher Staatsbürger. Seine Ehefrau war Ärztin, betätigte sich auch als Managerin für Ramsey. Er wurde auf dem Ev. Friedhof Bernadottestraße in Hamburg-Ottensen beigesetzt.

## Trivia
In den 1950er Jahren wohnte Ramsey in der Frankfurter Pension Noelle. Seine Zimmernachbarin war Rosemarie Nitribitt, die, seinen Erinnerungen zufolge, „ständig und stundenlang das Gemeinschaftsbad blockierte und den Kühlschrank leer aß“. In Zusammenhang mit ihrem späteren Tod wurde auch Ramsey polizeilich befragt.

## Filmografie
- 1955: Liebe, Tanz und 1000 Schlager
- 1955: Musik im Blut
- 1959: La Paloma
- 1959: Kein Mann zum Heiraten
- 1960: Schlagerparade 1960
- 1960: Das Rätsel der grünen Spinne
- 1960: Mit Himbeergeist geht alles besser
- 1961: Schlagerparade 1961
- 1961: Die Abenteuer des Grafen Bobby
- 1961: Junge Leute brauchen Liebe
- 1961: Musik ist Trumpf
- 1961: Adieu, Lebewohl, Goodbye
- 1961: Am Sonntag will mein Süßer mit mir segeln gehn
- 1961: Unsere tollen Tanten
- 1961: Heute gehn wir bummeln
- 1962: Café Oriental
- 1962: Das süße Leben des Grafen Bobby
- 1962: Zwischen Schanghai und St. Pauli
- 1962: Ohne Krimi geht die Mimi nie ins Bett
- 1963: Sing, aber spiel nicht mit mir
- 1963: Maskenball bei Scotland Yard
- 1963: Heimweh nach St. Pauli
- 1964: Old Shatterhand
- 1964: Liebesgrüße aus Tirol
- 1965: Cat Ballou – Hängen sollst du in Wyoming (deutscher Synchronsprecher von Nat King Cole)
- 1970: Emigration (TV)
- 1971: Hurra, bei uns geht’s rund
- 1978: Die Schweizermacher
- 1990: Peterchens Mondfahrt
- 1993: Almenrausch und Pulverschnee: Der Onkel aus Amerika (TV)
- 1997: Tatort: Ausgespielt (TV)
- 2009: Küss den Frosch (deutscher Synchronsprecher von Louis)

## Diskografie

### LPs
- William „Big Bill“ Ramsey (A-Seite) / Riverside Syncopators Jazz-Band (B-Seite) (Split-LP mit Live-Aufnahmen vom Jazz Festival Sopot 1957; Polskie Nagrania Muza)
- Blume von Hawaii / Viktoria und ihr Husar (mit Peter Alexander, Rita Bartos, Margot Eskens, Franz Fehringer, Willy Hofmann, Margrit Imlau, Bibi Johns, Sándor Kónya, Willy Schneider und Herta Talmar; ca. 1961; Polydor)
- Evergreens aus dem Schlagerkeller (mit Ralf Bendix, Chris Howland und Dany Mann; 1962; Electrola)
- Blume von Hawaii/Viktoria und ihr Husar (mit Sonja Knittel, Sári Barabás, Conny Froboess, Jacqueline Boyer, Willy Hagara, Heinz Hoppe, Harry Friedauer, Rex Gildo, Paul Kuhn und dem Botho-Lucas-Chor; ca. 1964; Electrola)
- Bill Ramsey’s Schlagerparty (1964; Electrola)
- Sing ein Lied mit Onkel Bill (Kinderparty bei Bill Ramsey; mit Conny Froboess, Paul Kuhn, Ralf Paulsen und den Westfälischen Nachtigallen; 1965; Electrola)
- Bill Ramsey singt Lieder seiner Heimat – Songs from Home (1965; Electrola)
- Ballads & Blues (mit Paul Kuhn; 1965; Electrola)
- Got A New Direction (& The Jay Five; 1966; Cornet)
- Sei mein Freund (1972; Columbia)
- Songs – Brot für die Welt (mit Inge Brandenburg und Ingfried Hoffmann; 1974; Schwann)
- Hard Travelling (mit Don Paulin; 1975; Warner Bros.)
- Onkel Bill. Bill Ramsey singt viele neue Lieder und erzählt lustige Geschichten (1976; Intercord)
- Die andere Seite – Dedicated to Nat King Cole (ca. 1977; Polydor)
- On the Spot (mit Dieter Reith, Matts Björklund, Jimmy Patrick, Dave King und Keith Forsey; ca. 1977; Polydor [?])
- Rückfall (1990; Papagayo)

### CDs
- Caldonia and more… (Bear Family Records), enthält Aufnahmen von 1957, 1966 und 1980
- Souvenirs (1992; Bear Family Records), enthält Aufnahmen von 1958 bis 1961
- Ohne Krimi geht die Mimi nie ins Bett (1994; Bear Family Records), enthält Aufnahmen von 1962 bis 1965
- Ballads And Blues / Songs From Home (mit Paul Kuhn; Bear Family Records), enthält Aufnahmen von 1965
- The Other Side – A Dedication to Nat King Cole (Bear Family Records), enthält Aufnahmen von 1975 bis 1977
- On the Spot (mit Dieter Reith; Bear Family Records), enthält Aufnahmen von 1977
- When I See You (mit Toots Thielemans; Bell Records), enthält Aufnahmen von 1979 bis 1980
- Underneath the Apple Tree (mit Juraj Galan; Tyrostar), enthält Aufnahmen von 1983 und 1984
- Rückfall (1990; Papagayo)
- Gettin’ Back To Swing (& The SDR Big Band, Leitung Dieter Reith; 1994; Bear Family Records)
- Hamburg, keine ist wie du (CD-Maxi; 1999; Bear Family Records)
- Ballads, Streets & Blues (mit Peter Weniger und dem Achim-Kück-Trio; 2001; Mons Records)
- Big Band Boogie (mit der Thilo Wolf Big Band; 2002; Mons Records)
- Send In The Clowns (mit Jean-Louis Rassinfosse; 2005; Swingland Records)
- Here’s To Life – Here’s To Joe (mit der hr-Bigband, Leitung: Jörg Achim Keller; 2006; HR-Musik)
- Ramsey Swings! (4-CD-Box; 2011; Bear Family Records), enthält Aufnahmen von 1958 bis 1999
- My Words (Doppel-CD; 2016; Bear Family Records)

### EPs
- Go Man Go / Hier könn’ Matrosen vor Anker geh’n / Souvenirs / Mach keinen Heck-Meck (1959; Polydor)
- Pigalle / Missouri Cowboy / Bist du einsam heut’ Nacht / Immer zieht es mich zu ihr (mit Peter Alexander; 1961; Polydor)
- My Fair Lady / Kiss Me, Kate (mit Rex Gildo, Gitte, Willy Hagara, Ralf Bendix, Paul Kuhn und dem Botho-Lucas-Chor; 1964; Electrola)

### Singles

Single Yes, Fanny, ich tu das, 1958

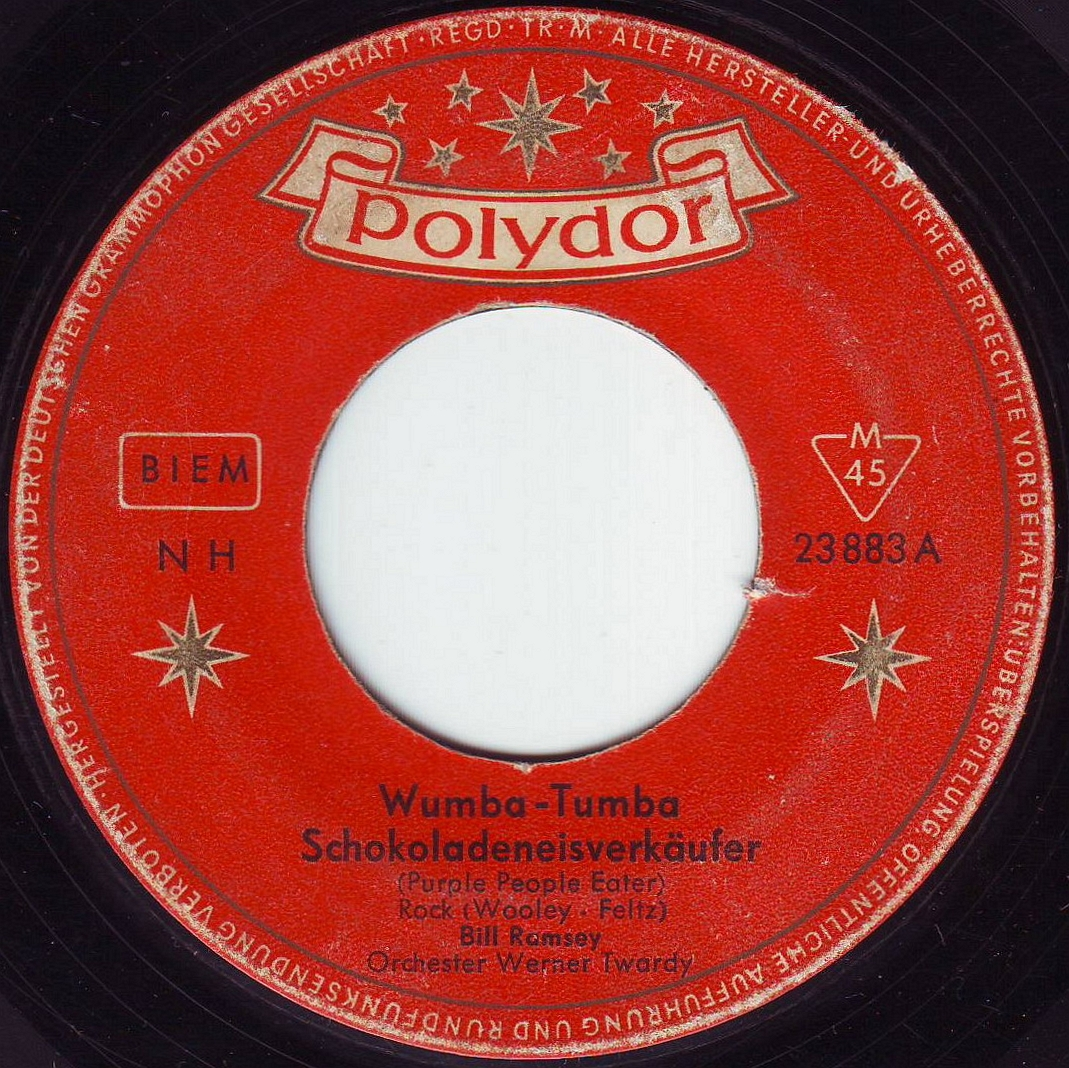
Single Wumba-Tumba Schokoladeneisverkäufer, 1958

Single Caldonia, 1959

Single Pigalle (Die große Mausefalle), 1961

Single Bossa Nova Baby, 1964

| Jahr | Titel B-Seite                                                                           | Höchstplatzierung, Gesamtwochen/‑monate, AuszeichnungChartsChartplatzierungen (Jahr, Titel, B-Seite, Platzierungen, Wochen/Monate, Auszeichnungen, Anmerkungen) | Anmerkungen                                                |
| Jahr | Titel B-Seite                                                                           | DE | Anmerkungen                                                |
| ---- | --------------------------------------------------------------------------------------- | --- | ---------------------------------------------------------- |
| 1958 | Yes, Fanny, ich tu das So ein Stroll in Tirol                                           | — | Polydor NH 23 738                                          |
| 1958 | Wumba-Tumba Schokoladeneisverkäufer Casa Bambu                                          | DE4 (4 Mt.)DE | Polydor NH 23 883                                          |
| 1959 | Er war vom konstantinopelitanischen Gesangsverein Cecilia                               | — | Polydor NH 24 002                                          |
| 1959 | Souvenirs Mach keinen Heck-Meck                                                         | DE1 (7 Mt.)DE | Polydor NH 24 037                                          |
| 1959 | Caldonia Mach keinen Heck-Meck                                                          | — | Columbia C 21 261                                          |
| 1959 | Hier könn’ Matrosen vor Anker geh’n Go Man Go                                           | — | Polydor NH 24 090                                          |
| 1960 | Go Man Go (englisch) Rockin’ Mountain                                                   | — | Polydor NH 66 812                                          |
| 1960 | Telefon aus Paris Gina, Gina                                                            | DE39 (1 Mt.)DE | Polydor NH 24 211                                          |
| 1960 | Jeden Tag ’ne andre Party Die Welt ist rund                                             | — | Polydor NH 24 330                                          |
| 1961 | Pigalle (Die große Mausefalle) Café Oriental                                            | DE6 (3 Mt.)DE | Polydor NH 24 428                                          |
| 1961 | Café Oriental                                                                           | DE8 (3 Mt.)DE | B-Seite von Pigalle (Die große Mausefalle)                 |
| 1961 | Telefon fra Paris (dänisch) Pigalle (dänisch)                                           | — | Polydor NH 22 974                                          |
| 1961 | Immer zieht es mich zu ihr Missouri Cowboy (Du mußt dein Pferd verkaufen)               | DE35 (1 Mt.)DE | Polydor NH 24 437 mit Peter Alexander                      |
| 1961 | Missouri Cowboy (Du mußt dein Pferd verkaufen) Missouri Cowboy                          | DE10 (3 Mt.)DE | B-Seite von Immer zieht es mich zu ihr mit Peter Alexander |
| 1961 | Zuckerpuppe (aus der Bauchtanz-Truppe) Das Mädchen mit dem aufregenden Gang             | DE5 (6 Mt.)DE | Polydor NH 24 553                                          |
| 1961 | Das Leben ist doll Ich habe beides ausprobiert – kein Vergleich                         | DE45 (1 Mt.)DE | Polydor NH 24 616                                          |
| 1962 | Nichts gegen die Weiber Mach ein Foto davon                                             | DE25 (2 Mt.)DE | Polydor NH 24 663 mit Bibi Johns                           |
| 1962 | Old Jonny war ein Wunderkind Hilly Billy Banjo Bill                                     | DE47 (1 Mt.)DE | Polydor NH 24 774                                          |
| 1962 | Brauner Señor Mexicano Keine Zeit und kein Geld                                         | — | Polydor NH 24 915 mit Peter Alexander                      |
| 1962 | Ohne Krimi geht die Mimi nie ins Bett Flotter Dampfer                                   | DE3 (4 Mt.)DE | Columbia C 22 197                                          |
| 1962 | Mimi Needs a Thriller When She Goes to Bed Sailors Need Girl in Every Port              | — | Columbia F 4948                                            |
| 1963 | Maskenball bei Scotland Yard Hallo, Boss, Hallo                                         | DE8 (2 Mt.)DE | Columbia C 22 333                                          |
| 1963 | Sagst du alles deiner Frau? Zwei alte Freunde                                           | — | Columbia C 22 397 mit Chris Howland                        |
| 1963 | Parlez-vous Francais? Canary-Blues                                                      | DE51 (1 Mt.)DE | Columbia C 22 456                                          |
| 1963 | Molly Feuerwasser und Liebe                                                             | — | Columbia C 22 512                                          |
| 1963 | Es gibt doch immer wieder Ärger Na na, nanu?                                            | — | Electrola E 22 515 mit Peter Weck                          |
| 1964 | Bossa Nova Baby Wer heißt hier Jonny?                                                   | DE21 (1 Mt.)DE | Columbia C 22 635                                          |
| 1964 | Wer heißt hier Jonny?                                                                   | DE12 (2 Mt.)DE | B-Seite von Bossa Nova Baby                                |
| 1964 | Ein bequemer Arbeitnehmer bin ich nicht Käpt’n Brown von Clipper 107                    | — | Columbia C 22 689                                          |
| 1964 | Ein Student aus Heidelberg Schöne Mädchen haben’s gerne                                 | DE21 (2 Mt.)DE | Columbia C 22 701                                          |
| 1964 | Zicke Zacke Hoi Wenn ich Geigen hör’, muß ich weinen                                    | — | Columbia C 22 842                                          |
| 1965 | Chug-a-lug Was kann denn ich dafür                                                      | — | Columbia C 22 884                                          |
| 1965 | Bin nur ein Tramp Kiss me Candy                                                         | — | Columbia C 22 888                                          |
| 1965 | Crazy Cowboy Grand Hotel Unter Wasser                                                   | — | Columbia C 23 012                                          |
| 1966 | Fat Man (& The Jay Five) What You Gonna Do Now Girl (& The Jay Five)                    | — | Cornet 3012                                                |
| 1966 | Hollywood-Schaukellied Le Tour de France                                                | — | Polydor 52 699                                             |
| 1966 | Yellow Submarine Such dir was Liebes                                                    | — | Polydor 52 725                                             |
| 1967 | Limonade wär’ besser gewesen Wenn die großen Krokodile nicken                           | — | Polydor 52 770                                             |
| 1967 | Body Building Bill aus Boston No, no – nicht so!                                        | — | Polydor 52 874                                             |
| 1968 | Otto ist auf Frauen scharf Verlieb’ dich nicht in ein Hippie-Mädchen                    | — | Polydor 53 043                                             |
| 1968 | Piccadilly Circus Die Welt, die ist kaputt                                              | — | Polydor 53 066                                             |
| 1968 | Blue-Eyed Lady Early in the Morning                                                     | — | Heco S 45 007 mit The Jay Five & Bruno Spoerri             |
| 1969 | Gesellschaftsspiele Ein zauberhafter Sommer                                             | — | Polydor 53 130 als William Ramsey III.                     |
| 1969 | Sing ein kleines Lied vom Frieden Bye, bye, Sadie                                       | — | Polydor 53 130 als William Ramsey III.                     |
| 1970 | Haschisch Halef Omar High and Happy                                                     | — | Cornet 3165                                                |
| 1993 | Probier’s mal mit Gemütlichkeit (Dschungelbuch Groove) Theme from “Panic at the Jungle” | — | ZYX Music 706012                                           |

### Hörspiele
- Der Kleine Tag (1999; Sikorski 1391A/Polydor 547 707-2)
- Major Dux (2008; Quinto; ISBN 978-3-89835-410-3) als Musikminister Alwin Schmidt
- Disney – Küss den Frosch, Original-Hörspiel zum Film (2009; Warner Music DE) als Alligator Louis

## Auszeichnungen
- 2020: Bundesverdienstkreuz am Bande[12]